# Zoë Bell
Zoë E. Bell (n. 17 de noviembre de 1978) es una actriz y doble de riesgo neozelandesa. Como doble ha interpretado a Lucy Lawless en Xena: Warrior Princess y dobló a Uma Thurman en Kill Bill, entre otras películas. Como actriz ha aparecido en películas y series de televisión, así como en la serie de Internet Angel of Death. Es conocida, también, por coprotagonizar la película de Quentin Tarantino Death Proof.

## Primeros años
Bell nació en Nueva Zelanda, hija de Tish, enfermera, y Andrew Bell, un médico. Tiene un hermano menor llamado Jake. Bell creció en la isla Waiheke, en Auckland. Desde joven participó en competiciones de gimnasia. Con 15 años dejó de practicar taekwondo. Bell asistió a la escuela Auckland Girls' Grammar School y al Selwyn College.

## Carrera como actriz

### Comienzos
Bell comenzó su carrera en 1992 cuando su padre trató a un especialista con un traumatismo en la cabeza y fue a su casa con un número de teléfono para que Zoë le llamara. Su primer trabajo como especialista fue un salto desde un coche en el serial neozelandés Shortland Street.
Continuó, más tarde, realizando varios trabajos como doble en Hercules: The Legendary Journeys y Xena: Warrior Princess, ambas series filmadas en su Nueva Zelanda natal. En la cuarta temporada de Xena fue la doble de la protagonista Lucy Lawless. Bell se fracturó varias vértebras realizando un trabajo durante un incendio en la serie, pero continuó una semana más hasta que una nueva lesión en la espalda la dejó incapacitada durante un tiempo.

### Tarantino (Kill BillyDeath Proof)
Tras Xena, Bell comenzó a trabajar en telefilmes y trabajos como doble en televisión, incluyendo un corto con Adrienne Wilkinson (con quien ya había trabajado en Xena). Fue entonces cuando, en 2003, Quentin Tarantino la contrató como doble de Uma Thurman en Kill Bill.
Pese a que fue contratada inicialmente como la doble de Thurman de "golpes y accidentes", el equipo de especialistas se dio cuenta de que Bell también sería una doble ideal para las escenas de lucha y se entrenó en consecuencia. Bell tuvo que aprender a luchar en el estilo de wushu. Cerca del final del rodaje de Kill Bill: Volumen 2, se fracturó las costillas y los ligamentos en la muñeca mientras simulaba caer arrojada hacia atrás por un disparo de escopeta. La lesión de Bell requirió cirugía y pasó varios meses en recuperación. Después de la producción de Kill Bill, Bell recibió "las campanas" que colgaban fuera de la casa del personaje de Vernita Green. Más tarde se las dio a sus padres.

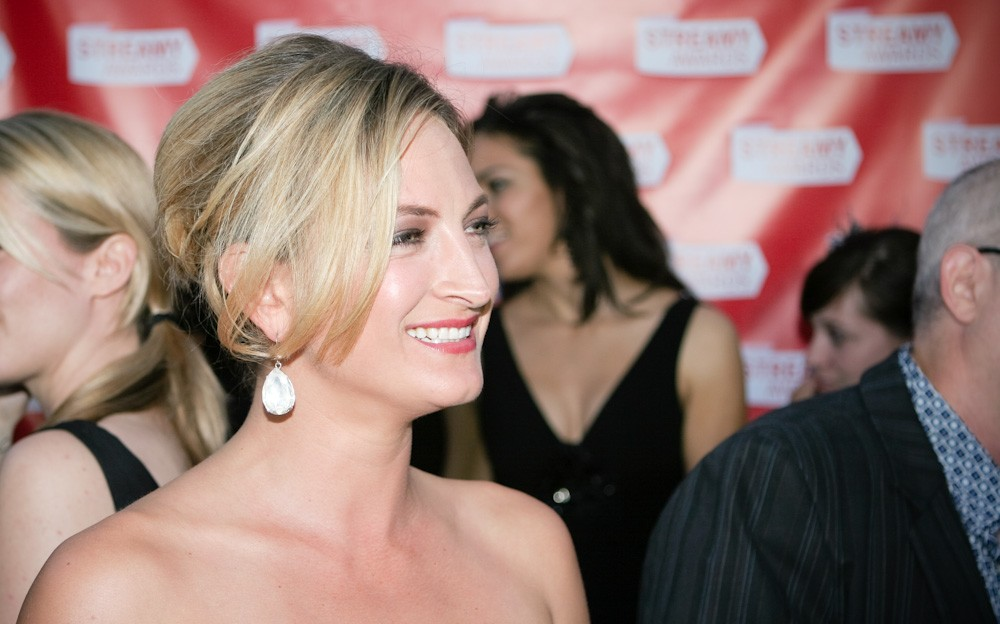
Tarantino le ofreció uno de los papeles protagonistas en Death Proof tras el buen trabajo que realizó en Kill Bill como actriz de doblaje de riesgo de Beatrix.

Tarantino quedó impresionado con su trabajo y le dio uno de los papeles principales de su siguiente película, Death Proof, en la que se interpreta a sí misma y realiza sus propios trabajos de acción, como la notable huida en un Dodge Challenger de 1970 atada al capó del mismo. También actuó como doble de Sharon Stone en la película de 2004 Catwoman.
El documental Double Dare de 2004 se centraba en la figura de Bell y de su compañera Jeannie Epper, y de su intento de triunfar en Hollywood. La grabación de Double Dare cubría la carrera de Bell desde sus últimos días en Xena hasta el comienzo de su trabajo en Kill Bill: Volumen 1. También en 2004, Bell y Angela Meryl fueron nominadas a los Taurus World Stunt Awards en la categoría de "Mejor Acción de Doble por una Mujer" y "Mejor Lucha" por su lucha en Kill Bill: Volume 1 con los personajes de Beatrix Kiddo y Vernita Green respectivamente.
En 2005, Bell fue nuevamente nominada en los premios Taurus por las mismas categorías que el año anterior y, además, "Mejor Trabajo de Alturas". Ella y Monica Staggs (la doble de Daryl Hannah) ganaron los premios a "Mejor Acción de Doble por una Mujer" y "Mejor Lucha" por su pelea en el tráiler de Kill Bill: Volumen 2. El otro premio en el que fue nominada, "Mejor Trabajo de Alturas" fue por una caída de 200 pies en la película Catwoman.

### 2007-presente
En agosto de 2007 Bell confirmó que había firmado un contrato para interpretar un papel principal en una película sobre un soldado estadounidense que regresa de Irak y ayuda a una joven muchacha en el conflicto. Bell aseguró al New Zealand Herald que haría sus propios trabajos de doblaje y que el acento estadounidense era "un gran reto". En octubre de ese mismo año, Variety informó que Bell apareció en la película de 2009 Game, protagonizada por Gerard Butler, aunque sería renombrada más tarde como Gamer.
Bell apareció en los créditos de la cuarta temporada de la serie Lost donde interpretó el papel de Regina. En entrevistas posteriores aseguró que el papel requería tanto trabajo de actriz como de doble.
Sus últimos papeles fueron con su antigua compañera, Lucy Lawless, en la serie de Internet de Crackle Angel of Death, escrita por Ed Brubaker y estrenada en línea a comienzos de 2009. En ese mismo año interpretó el papel de una jugadora de roller derby en la película Whip It, el debut de Drew Barrymore como directora de cine. En 2010 protagonizó, junto a Wesley Snipes, Game of the Death.
En el año 2015 tuvo una aparición en la película "The Hateful Eight", dirigida por Quentin Tarantino, interpretando a Six-Horse Judy.

## Filmografía
- Shortland Street (1992–2005)

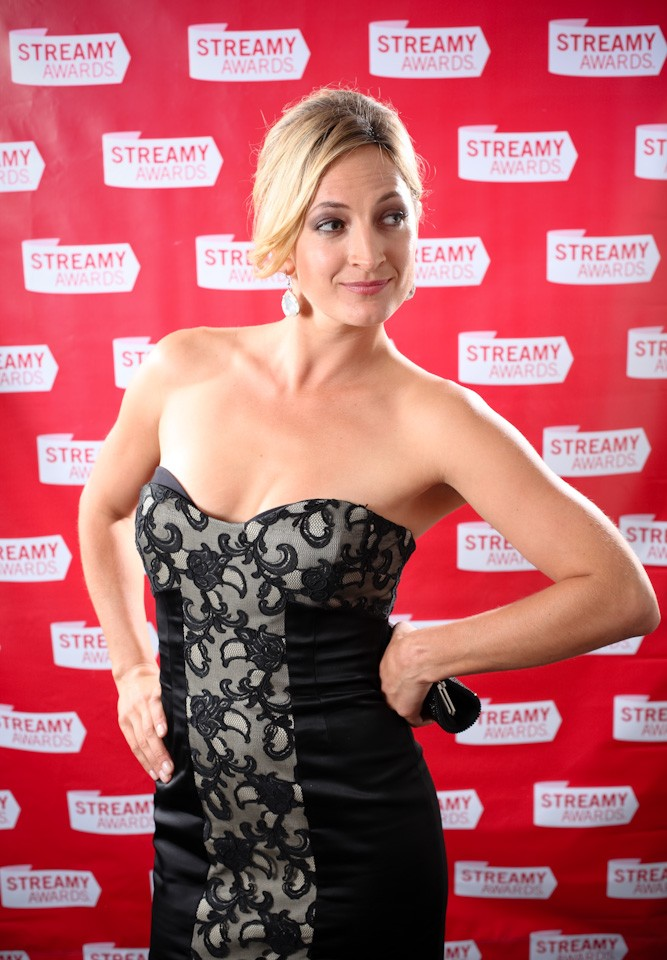
Bell en 2009.

- Xena: la princesa guerrera (1998-2001) serie de TV (doble) (episodios varios)
- Hercules: The Legendary Journeys (1995–1999) serie de TV (doble)
- The Chosen (1998) (doble)
- Young Hercules (1998 TV)
- Jacksons Wharf (1999 TV)
- Amazon High (1999 TV) (doble)
- Cleopatra 2525 mujer traidora (1 episodio, 2000)
- Billy Elliot (2000) Sandra
- Jack of All Trades (2000 TV)
- The Bunker Murders (2002 TV)
- Riverworld (2003 teleplay) doble
- The Extreme Team (2003) (doble)
- Kill Bill: Volumen 1 (2003) (doble)
- Kill Bill: Volumen 2 (2004) (doble)
- Double Dare (2004)
- Catwoman (2004) (doble)
- Ultraviolet (2004)
- Alias (doble) (1 episodio, 2005)
- Reflections (2006) Woman in Mirror
- Penny Dreadful (2006) (doble)
- The Devil's Den (2006) (doble)
- Poseidón (2006) (doble)
- Reflections (2006) (coordinador de doble)
- The Kingdom (2007) (doble)
- Planet Terror (2007) (doble)
- Death Proof (2007) (como ella misma)
- Lost (2008) (Regina) (temporada 4)
- Destino final 4 (2009) (doble)
- Inglourious Basterds (2009) (doble)
- Angel of Death (2009)
- Whip It (2009) (Bloody Holly)
- The Chronicles of Nerm (2009) (voz)
- Gamer (2009) (Sandra)
- Hansel y Gretel: cazadores de brujas (2013) (Bruja)
- Django Unchained (2013) (Tracker, "mujer misteriosa")
- Oblivion (2013) (Kara)
- Raze (2013) Sabrina
- The Hateful Eight (2015) Six-Horse Judy
- Paradox (2016) Gale
- Thor: Ragnarok (2017) (doble)
- Once Upon a Time in Hollywood (2019)[12]
- Maligno (2021)